# Uleiorchis
Uleiorchis là một chi phong lan trong họ Orchidaceae.